# Roger Karlsson
Roger Karlsson (* 1945) ist ein ehemaliger schwedischer Fußballspieler. Der Abwehrspieler gewann mit Landskrona BoIS den schwedischen Landespokal.

## Werdegang
Karlsson begann mit dem Fußballspielen bei Råå IF. Nachdem der Lokalrivale Helsingborgs IF mehrfach um die Dienst des Verteidigers bemüht hatte, wechselte er Anfang 1968 zum Zweitligisten Landskrona BoIS. Mit der Mannschaft erreichte er in seinem ersten Jahr den Staffelsieg in der Division 2 Södra Götaland, scheiterte jedoch in der Aufstiegsrunde ohne Sieg als Tabellenletzter hinter Jönköpings Södra IF, IK Sirius und Sandvikens IF. Zwei Jahre später wiederholte der Klub den Staffelsieg und stieg nach einem Sieg und zwei Unentschieden als Gruppenerster vor IFK Luleå, Sandvikens IF und Skövde AIK in die Allsvenskan auf.
In der Spielzeit 1971 etablierte sich Karlsson mit dem Klub im Mittelfeld der Liga. An der Seite von Torbjörn Lindström, Claes Cronqvist, Dan Brzokoupil und Sonny Johansson zog er mit Landskrona BoIS im Sommer des folgenden Jahres ins Pokalfinale gegen IFK Norrköping ein. Durch einen 3:2-Erfolg nach Verlängerung durch Tore von Cronqvist und dem zweifachen Torschützen Lindström gelang der erste Titelgewinn der Vereinsgeschichte. In der Spielzeit 1975 trug er zudem zum bis dato besten Ergebnis der Vereinsgeschichte in der Liga bei, als er mit dem Klub den vierten Tabellenplatz erreichte.
Nach dem Ende der Erstliga-Spielzeit 1975 kehrte Karlsson zu seinem Heimatverein Råå IF zurück. Mit dem Zweitligisten spielte er gegen den Abstieg, der 1977 als Drittletzter der Tabelle hingenommen werden musste. Als Staffelsieger der Division 3 Skåne scheiterte er in der Folge zweimal nur knapp mit dem Klub am Wiederaufstieg, ehe er 1980 seine aktive Laufbahn beendete.
Später arbeitete Karlsson als Jugendtrainer bei Högaborgs BK.